# عائشة بن سلطان بن أحمد البوسعيدية
السيدة عائشة بنت سلطان بن الإمام أحمد بن سعيد البوسعيدي هي شقيقة الإمام سعيد بن سلطان  الذي عرف عهده بالعهد الذهبي للتأثير الحضاري العماني في شرق أفريقيا.

## نسبها
والدها السيد سلطان بن أحمد بن سعيد البوسعيدي الذي تولى الحكم بعد وفاة الإمام حمد بن الإمام سعيد. ووالدتها هي السيدة غنية بنت سيف بن محمد بن سعيد بن محمد البوسعيدية، التي استقرت في عمان ولم تفارق ولدها السلطان سعيد.
تزوجت السيدة عائشة بنت سلطان من ابن عمها السيد هلال بن محمد بن الإمام أحمد بن سعيد.  الذي أقره أخوها السيد سعيد بن سلطان والياً على السويق خلفاً لوالده السيد محمد.

## مكانتها
كان للسيدة عائشة بن سلطان مكانتها وهو ما أوضحه ولستد Wellsted من لقائه بها شخصياً: «زوجته -يقصد السيد هلال- استقبلتنا استقبالاً جيداً، وأكرمت ضيافتنا، وقد لاحظت أن أوامرها مطاعة، وكأنها تحل محل الشيخ، فأمرت خادميها بإكرامنا وقالت: اسهروا على راحة السادة ولا تتركوهم في حاجة لأي شيء وإلا قطعت أعناقكم. وقد تناولنا أفضل الخيرات من مطبخ الشيخ».
ويذكر ولستد موقف السيدة عائشة عندما حبس أخوها السيد سعيد بن سلطان زوجها السيد هلال بن محمد ضماناً للأمن الداخلي وخوفاً من الطموح السياسي للسيد الشاب هلال أثناء قرار السيد سعيد الإبحار إلى شرق أفريقيا للمرة الأولى، فيذكر: «وفور وصول هذا الخبر-يعني حبس السيد هلال- إلى مسمع زوجته، التي هي نفسها أخت السيد سعيد. قامت بإرسال رسل إلى جميع مختلف القبائل البدوية المؤيدة لزوجها، وأعدت تجهيزات أخرى من أجل مسيرة شخصية ضد سياسة الإمام، ولكن قبل أن تصلها أي معونة كان الإمام قد أرسل إلى سويق، قوة للاستحواذ على الحصن، فقالت لهم تلك المرأة الشجاعة: ارجعوا إلى الذي أرسلكم، وأخبروه أنني سوف أدافع عن الحصن بأقصى جهدي، وإذا دمرتموه ومزقتموني ألف قطعة لن أتراجع أبداً. وبالفعل لقد دافعت عنه بكل جرأة وبراعة حتى اضطر رجال الإمام بعد خسارة عدة رجال للتراجع والعودة إلى مسقط وبعد مرور عدة شهور اقتنع الإمام ببراءة سيد هلال من تلك التهم المنسوبة إليه، وسمح له بالعودة إلى مقر ولايته».
علماً بأن البعض ينسب هذه الحادثة إلى السيدة جوخة بنت محمد البوسعيدية، أخت السيد هلال بن محمد.

## وفاة زوجها
توفي زوجها السيد هلال في حصن السويق عام 1861 م في المواجهة التي عُرفت تاريخياً بحادثة البيذامة، والتي دارت بينه وبين السيد قيس بن عزان بن قيس ابن الإمام أحمد والي الرستاق في عهد السلطان ثويني بن سعيد (1856-1866م).
ويذكر أنها رافقت أخوها السيد سعيد بعد حادثة السويق إلى شرق أفريقيا لتعيش معه في زنجبار حيث ذكرتها ابنة أخيها السيدة سالمة في مذكراتها، مذكرات أميرة عربية. فتصف أيامها الأخيرة في زنجبار من عام 1867م على لسان أخيها السيد ماجد الذي فاجأها بزيارة لها بعد أن وافقت على بيع مقاطعتها بوبوبو للقنصل الإنجليزي وقال لها: “عمتي عائشة التي تحبك كثيراً تعيش منذ بعض الوقت معنا أيضاً وسيسرها أن تراك ثانية".